# Kosztolányi Dezsőné
Kosztolányi Dezsőné (Budapest, 1885. február 21. – Budapest, 1967. december 5.) színésznő, író. Leánykori neve Schlesinger, később Harmos Ilona, írói álneve: Görög Ilona.

## Életpályája
Schlesinger Vilmos fakereskedő és Schneller Matild (a losonci postamester leánya) leányaként született, sokgyermekes zsidó családban. Tizenegy gyermek közül ő volt a nyolcadik a sorban. Tanulmányait az Országos Magyar Királyi Színművészeti Akadémián végezte, 1907-ben, majd még az év őszén a Magyar Színház tagja lett. Később a Feld Irén-féle Kamarajáték-sorozatáról ismert társulathoz került, mely a Thália Társaság szellemiségét követte. Ezt követően a Bárdos Artúr vezette Új Színpad-hoz szerződik, de föllépett Nagy Endre kabaréjában is, az Andrássy úton. Vidéki társulatoknál ugyancsak játszott: többek között Székesfehérváron, valamint más városokban – köztük Szabadkán – is. 1910 telén ismerkedett meg Kosztolányi Dezsővel a Vígszínház egyik bemutatóján, ahol Kéri Pál újságíró mutatta be őket egymásnak. 1913. május 8-án Budapesten házasságot kötöttek. 1915-ben áttért a római katolikus vallásra, áprilisban született meg fiuk, Kosztolányi Ádám. Később már csak alkalmanként lépett színpadra, 1917-től a Modern Színpad, 1921-től pedig a Vígszínház tagja volt, 1924-ben játszott Alapi Nándor vándorló Országos Kamaraszínházában is. Elbeszélései és novellái 1932 és 1938 között a Szép Szóban és a Nyugatban jelentek meg, emellett színműveket is fordított. Műfordításait közölte a Modern Könyvtár sorozat. Kosztolányi Dezső halálát követően megírta férje regényes életrajzát, 1948-ban pedig kiadta ostromnaplóját, melyben a fiával átélt bujkálását mutatja be. A nemzetiszocialista időkben zsidó származása miatt üldöztetésnek volt kitéve. A nyilasok több alkalommal is rájuk törtek és letartóztatták őket, pénzt és emléktárgyakat vittek magukkal. Közfelháborodás hatására azonban visszaadták ezeket. Színjátszó egyesületek számára is készített műsortanácsadókat. Élete utolsó időszakában visszavonultan élt.

## Művei
- Harmos Ilonka: Mme Chaglon üzletei. Egy divatszalon rejtelmei; Kereskedelmi Reklámvállalat, Bp., 1909
- Kosztolányi Dezsőné: Kosztolányi Dezső; Révai, Bp., 1938 (Kosztolányi Dezső összegyűjtött munkái)
- Tiborc; összeáll. Görög Ilona; Szikra, Bp., 1946 (Irodalmi esték)
- Akik nem alkusznak. Petőfi–Ady–József Attila; összeáll. Görög Ilona; Szikra, Bp., 1946 (Irodalmi esték)
- Kosztolányi Dezsőné: Tüzes cipőben; Káldor, Bp., 1948
- Kosztolányi Dezsőné: Karinthy Frigyesről; sajtó alá rend., jegyz. Kovács Ida; Múzsák, Bp., 1988 (Irodalmi múzeum)
- Kosztolányi Dezsőné: Kosztolányi Dezső. Életrajzi regény; Holnap, Bp., 1990
- Kosztolányi Dezsőné Harmos Ilona: Burokban születtem. Memoár, novellák, portrék; összeáll., szöveggond., jegyz. Borgos Anna; Noran, Bp., 2003
- Kosztolányi Dezsőné Harmos Ilona: Karinthyról; Noran, Bp., 2004
- Kosztolányi Dezsőné: Kosztolányi Dezső. Életrajzi regény; Aspy Stúdió, Bp., 2004 (Nagy élettörténetek)
- Kosztolányi Dezsőné Harmos Ilona: Tüzes cipőben. Memoár; utószó Borgos Anna; Noran, Bp., 2004
- Kosztolányiné Harmos Ilona: Első találkozásunk; Fapadoskonyv.hu, Bp., 2009
- Kosztolányi Dezsőné Harmos Ilona: Mme Chaglon üzletei. Egy divatszalon rejtelmei; szerk., bev., utószó, jegyz. Arany Zsuzsanna; Concord Media Jelen, Arad, 2016 (Irodalmi jelen könyvek)

### Fordítások
- August Strindberg: Pajtások. Komédia; ford. Harmos Ilona; Athenaeum, Bp., 1911 (Modern könyvtár)
- Arthur Schnitzler: Eleven órák. Irodalom. Két színmű; ford. Harmos Ilona; Athenaeum, Bp., 1911 (Modern könyvtár)
- J. von Jensen: Álomszuszékok és egyéb elbeszélések; ford. Görög Ilona; Athenaeum, Bp., 1918 (Modern könyvtár)
- Fannie Hurst: A nagy kacaj; ford. Görög Ilona; Athenaeum, Bp., 1937

## További irodalom
- Sáfrán Györgyi: Kosztolányi Dezső hagyatéka / Kosztolányi Dezsőné Harmos Ilona hagyatéka / Hitel Dénes gyűjteménye. Ms 4612-Ms 4649; MTA Könyvtár, Bp, 1978 (A Magyar Tudományos Akadémia Könyvtára Kézirattárának katalógusai)
- Borgos Anna: Utószó. In: Kosztolányi Dezsőné: Tüzes cipőben. Noran Kiadó, Budapest, 2004
- Borgos Anna: Portrék a Másikról. Alkotónők és alkotótársak a múlt századelőn; Noran, Bp., 2007
- Menyhért Anna: Női irodalmi hagyomány. Erdős Renée, Nemes Nagy Ágnes, Czóbel Minka, Kosztolányiné Harmos Ilona, Lesznai Anna; Napvilág, Bp., 2013